# Empathy
Empathy je multiprotokolový internetový komunikátor, který podporuje přenosy textu, hlasu, videohovory, přenosy souborů mezi různými IM protokoly, sdílení vlastní plochy a další. Od verze 2.24 je součástí desktopového prostředí GNOME.

## Podpora protokolů
Empathy podporuje protokoly jež zvládá framework Telepathy a knihovna libpurple:
- Bonjour
- Facebook IM
- Gadu-Gadu
- Internet Relay Chat
- Lotus Sametime
- MySpaceIM
- MXit
- .NET Messenger Service (běžně známý jako MSN Messenger nebo Windows Live Messenger)
- Novell GroupWise
- OSCAR (AIM / ICQ / MobileMe)
- QQ
- Salut
- SIMPLE
- SILC
- SIP
- XMPP (Google Talk, LiveJournal Talk, Gizmo5, Facebook, Nokia Ovi...)
- Yahoo
- Zephyr